# جوایز بهترین‌های جام جهانی فوتبال زنان
جوایز بهترین‌های جام جهانی فوتبال زنان (انگلیسی: FIFA Women's World Cup awards) به برندگان جایزه‌های مختلف جام جهانی فوتبال در طول تاریخ اهدا می‌شود.

## جوایز
۶ جایزه در حال حاضر وجود دارد:
- توپ طلا (در حال حاضر با نام تجاری"توپ طلای آدیداس") برای بهترین بازیکن;
- چکمه طلا (همچنین شناخته شده به نام کفش طلا, با نام تجاری "کفش طلای آدیداس") اولین بار در جام جهانی فوتبال زنان ۱۹۹۱ برای بهترین گلزن اهدا شد;
- دستکش طلایی برای بهترین دروازه‌بان (اولین بار در جام جهانی فوتبال زنان ۲۰۱۱) اهدا شد;
- جایزه بهترین بازیکن جوان (با نام تجاری "جایزه هیوندا برای بهترین بازیکن جوان") برای بهترین بازیکن زیر ۲۱ سال  با توجه به سن در شروع سال تقویمی، (اولین بار در جام جهانی فوتبال زنان ۲۰۱۱) اهدا شد;
- جایزه بازی جوانمردانه فیفا برای بهترین تیم از لحاظ بازی جوانمردانه (اولین بار در جام جهانی فوتبال زنان ۱۹۹۱) اهدا شد;
- تیم منتخب جام (در یک زمان با نام تجاری "تیم منتخب مسترکارت" شناخته می‌شد) شامل فهرستی از بهترین بازیکنان مسابقات در پایان هر دوره است که توسط فیفا اعلام می‌شود. شروع از جام جهانی فوتبال زنان ۱۹۹۹.

بهترین گل مسابقات و تیم رویایی که توسط تماشاگران رای‌گیری می‌شود پس از پایان مسابقات
اعلام می‌شود.شروع از جام جهانی فوتبال زنان ۲۰۱۵.
یک جایزه در حال حاضر فراموش شده است:
- بهترین تیم سرگرم‌کننده جایزه‌ای است که به تیمی که بیشتر در مسابقات نهایی مسابقات جام جهانی مردم را سرگرم کرده‌است که توسط نظرسنجی از عموم مردم انتخاب می‌شود، در دو دوره جام جهانی فوتبال زنان ۲۰۰۳ و جام جهانی فوتبال زنان ۲۰۰۷ اهدا شده‌است.

## توپ طلا
کمیته فنی مسابقات لیستی را ارائه می‌دهد و نمایندگان رسانه‌ها رای می‌دهند.
| جام جهانی                  | توپ طلا           | توپ نقره‌ای        | توپ برنزی        |
| -------------------------- | ----------------- | ----------------- | ---------------- |
| جام جهانی فوتبال زنان ۱۹۹۱ | Carin Jennings    | میچل ایکرز        | لیندا مدالن      |
| جام جهانی فوتبال زنان ۱۹۹۵ | هگه ریسه          | Gro Espeseth      | ان کریستین آرونس |
| جام جهانی فوتبال زنان ۱۹۹۹ | سون ون            | Sissi             | میچل ایکرز       |
| جام جهانی فوتبال زنان ۲۰۰۳ | بیرگیت پرینتس     | Victoria Svensson | مارن ماینارت     |
| جام جهانی فوتبال زنان ۲۰۰۷ | مارتا ویرا داسیوا | بیرگیت پرینتس     | کریستیان         |
| جام جهانی فوتبال زنان ۲۰۱۱ | ساوا همر          | ابی وامباک        | هوپ سولو         |
| جام جهانی فوتبال زنان ۲۰۱۵ | کارلی لوید        | آماندین آنری      | آیا میاما        |
| جام جهانی فوتبال زنان ۲۰۱۹ | مگان رپینو        | لوسی برنز         | رز لاوله         |

## کفش طلا
| جام جهانی                  | کفش طلا           | تعداد گل | کفش نقره‌ای        | تعداد گل | کفش برنزی                  | تعداد گل |
| -------------------------- | ----------------- | -------- | ----------------- | -------- | -------------------------- | -------- |
| جام جهانی فوتبال زنان ۱۹۹۱ | میچل ایکرز        | ۱۰       | هایدی مور         | ۷        | لیندا مدالن Carin Jennings | ۶        |
| جام جهانی فوتبال زنان ۱۹۹۵ | ان کریستین آرونس  | ۶        | هگه ریسه          | ۵        | Shi Guihong                | ۳        |
| جام جهانی فوتبال زنان ۱۹۹۹ | سون ون Sissi      | ۷        | ----              | ---      | ان کریستین آرونس           | ۴        |
| جام جهانی فوتبال زنان ۲۰۰۳ | بیرگیت پرینتس     | ۷        | مارن ماینارت      | ۴        | Kátia                      | ۴        |
| جام جهانی فوتبال زنان ۲۰۰۷ | مارتا ویرا داسیوا | ۷        | ابی وامباک        | ۶        | Ragnhild Gulbrandsen       | ۶        |
| جام جهانی فوتبال زنان ۲۰۱۱ | ساوا همر          | ۵        | مارتا ویرا داسیوا | ۴        | ابی وامباک                 | ۴        |
| جام جهانی فوتبال زنان ۲۰۱۵ | زیلیا ششیچ        | ۶        | کارلی لوید        | ۶        | آنیا میتاگ                 | ۵        |
| جام جهانی فوتبال زنان ۲۰۱۹ | مگان رپینو        | ۶        | الکس مورگان       | ۶        | الن وایت                   | ۶        |

## بهترین دروازه‌بان و دستکش طلایی
| جام جهانی                  | بهترین دروازه‌بان / دستکش طلایی |
| -------------------------- | ------------------------------ |
| جام جهانی فوتبال زنان ۱۹۹۹ | Gao Hong بریانا اسکری          |
| جام جهانی فوتبال زنان ۲۰۰۳ | زیلکه روتنبرگ                  |
| جام جهانی فوتبال زنان ۲۰۰۷ | نادین آنگرر                    |
| جام جهانی فوتبال زنان ۲۰۱۱ | هوپ سولو                       |
| جام جهانی فوتبال زنان ۲۰۱۵ | هوپ سولو                       |
| جام جهانی فوتبال زنان ۲۰۱۹ | ساری فان وینندال               |

## جایزه بهترین بازیکن جوان
| جام جهانی                  | بهترین بازیکن جوان | سن |
| -------------------------- | ------------------ | -- |
| جام جهانی فوتبال زنان ۲۰۱۱ | کیتلین فورد        | ۱۶ |
| جام جهانی فوتبال زنان ۲۰۱۵ | کادیشا بوچانان     | ۱۹ |
| جام جهانی فوتبال زنان ۲۰۱۹ | جولیا گوین         | ۲۰ |

## جایزه بازی جوانمردانه
| جام جهانی                  | برندگان جایزه بازی جوانمردانه |
| -------------------------- | ----------------------------- |
| جام جهانی فوتبال زنان ۱۹۹۱ | تیم ملی فوتبال زنان آلمان     |
| جام جهانی فوتبال زنان ۱۹۹۵ | تیم ملی فوتبال زنان سوئد      |
| جام جهانی فوتبال زنان ۱۹۹۹ | تیم ملی فوتبال زنان چین       |
| جام جهانی فوتبال زنان ۲۰۰۳ | تیم ملی فوتبال زنان چین       |
| جام جهانی فوتبال زنان ۲۰۰۷ | تیم ملی فوتبال زنان نروژ      |
| جام جهانی فوتبال زنان ۲۰۱۱ | تیم ملی فوتبال زنان ژاپن      |
| جام جهانی فوتبال زنان ۲۰۱۵ | تیم ملی فوتبال زنان فرانسه    |
| جام جهانی فوتبال زنان ۲۰۱۹ | تیم ملی فوتبال زنان فرانسه    |

## تیم منتخب جام
| جام جهانی                  | دروازه‌بانان                       | مدافعین                                                                                                   | هافبک‌ها | مهاجمین                                                       |
| -------------------------- | --------------------------------- | --- | --- | ------------------------------------------------------------- |
| جام جهانی فوتبال زنان ۱۹۹۹ | Gao Hong بریانا اسکری             | Wang Liping Wen Lirong دوریس فیتشن برندی کاستین Carla Overbeck                                            | Sissi Liu Ailing Zhao Lihong بتینا ویگمن میچل ایکرز                                                                                    | Jin Yan سون ون ان کریستین آرونس میا هام                       |
| جام جهانی فوتبال زنان ۲۰۰۳ | زیلکه روتنبرگ                     | Wang Liping زاندرا مینرت جوی فاست                                                                         | بتینا ویگمن Malin Moström شانون باکس                                                                                                   | Charmaine Hooper مارن ماینارت بیرگیت پرینتس Victoria Svensson |
| جام جهانی فوتبال زنان ۲۰۰۷ | نادین آنگرر Bente Nordby          | آریان هینگست Li Jie Ane Stangeland Horpestad کرستین اشتیگمان                                              | Daniela Formiga کلی اسمیت رناته لینگور Ingvild Stensland کریستین لیلی                                                                  | لیزا دی وانا مارتا ویرا داسیوا کریستیان بیرگیت پرینتس         |
| جام جهانی فوتبال زنان ۲۰۱۱ | هوپ سولو Ayumi Kaihori            | Elise Kellond-Knight Erika الکس اسکات Sonia Bompastor Laura Georges ساسکیا بارتوسیاک                      | جیل اسکات (بازیکن فوتبال) هنونوا آنیونما لوییزا نسیب آیا میاما Shinobu Ohno ساوا همر کرستین گرفریکس کارولین سگر شانون باکس لارن هالیدی | مارتا ویرا داسیوا لوتا شلین ابی وامباک                        |
| جام جهانی فوتبال زنان ۲۰۱۵ | کارن باردسلی نادین آنگرر هوپ سولو | کادیشا بوچانان لوسی برنز (بازیکن فوتبال) استفانی هاتن وندی رنار Saori Ariyoshi جولی جانستن مگان کلینگنبرگ | Elise Kellond-Knight آماندین آنری اوژنی لو سومر آیا میاما Mizuho Sakaguchi Rumi Utsugi کارلی لوید مگان رپینو                           | لیزا دی وانا الودی تومیس آنیا میتاگ زیلیا ششیچ رامونا باخمان  |

## تیم رویایی
| جام جهانی                  | دروازه‌بان | مدافعین                                              | هافبک‌ها                         | مهاجمین                          | سرمربی      |
| -------------------------- | --------- | ---------------------------------------------------- | ------------------------------- | -------------------------------- | ----------- |
| جام جهانی فوتبال زنان ۲۰۱۵ | هوپ سولو  | کادیشا بوچانان وندی رنار جولی جانستن آلکساندرا کریگر | آیا میاما کارلی لوید مگان رپینو | آنیا میتاگ زیلیا ششیچ آلکس مورگن | زیلویا ناید |

## بهترین گل مسابقات
| جام جهانی                  | برنده      | جزئیات                                                    |
| -------------------------- | ---------- | --------------------------------------------------------- |
| جام جهانی فوتبال زنان ۲۰۱۵ | کارلی لوید | سومین گل کارلی لوید در فینال, که از میانه زمین گلزنی کرد. |

## سرگرم‌کننده‌ترین تیم مسابقات
| جام جهانی                  | جایزه سرگرم‌کننده‌ترین تیم مسابقات |
| -------------------------- | -------------------------------- |
| جام جهانی فوتبال زنان ۲۰۰۳ | تیم ملی فوتبال زنان آلمان        |
| جام جهانی فوتبال زنان ۲۰۰۷ | تیم ملی فوتبال زنان برزیل        |